# Komisznak lenni életveszélyes
A Komisznak lenni életveszélyes egy 1970. február 17-én kedden a Magyar Televízió TV1 csatornáján 20.20-as kezdettel bemutatott fekete-fehér magyar krimivígjáték, fekete komédia, tévéjáték James Kirkwood azonos című (angolul: Unhealthy To Be Unpleasant/UTBU/U.T.B.U.) 1966-os drámája alapján Feleki Kamill főszereplésével Horváth Tibor rendezésében.

## Készítették
- Rendező: Horváth Tibor
- Írta: James Kirkwood
- Fordította: Zilahi Judit
- Operatőr: Bornyi Gyula
- Jelmeztervező: Horányi Mária
- Díszlettervező: Barta László

## Szereplők
| Szerep                  | Megjegyzés | Színész         |
| ----------------------- | --- | --------------- |
| Willian Collins         | vak, a KOLÉV, azaz a KOmisznak Lenni ÉletVeszélyes nevezetű „jótékonysági” társaság vezetője, és ebbéli minőségében a komisz cselekedetek elkövetőit válogatott eszközök és módszerek alkalmazásával küldi át a másvilágra egy jutalomnak tűnő ajándék küldésével, de végól ő is, ahogy a film összes szereplője, meghal a végén. | Feleki Kamill   |
| Shirley Davidson        | az unokaöccse mérgezi alkoholba csepegtetett méreggel kis adagokban, bár eredetileg absztinens, hogy megörökölje a hatalmas vagyonát, de végül túléli az unokaöccsét, bár nem sokkal utána ő is követi a halálba | Kiss Manyi      |
| John Francis Davidson   | Shirley unokaöccse, producer, impresszárió | Agárdi Gábor    |
| Madge                   | Willian Collins munkatársnője | Csala Zsuzsa    |
| Anastasia Davidson      | Shirley unokahúga, színésznő szeretne lenni | Petényi Ilona   |
|                         | | Versényi László |
| Cornelia „Connie” Smith | a Davidson család házvezetőnője | Vay Ilus        |
|                         | | Bilicsi Mária   |
| Valerie Rogers          | a lányát, akit csak eszköznek tekint, próbálja beprotezsálni John Francis Davidsonnál, és mindenféle, előre betanított művészeti produkcióra kényszeríti | Tábori Nóra     |
|                         | Valerie Rogers kiskorú lánya | Zeitler Orsolya |